# Puentes Negros
Puentes Negros es un asentamiento rural chileno ubicado en la Región del Biobío, en la zona central de Chile. Cerca de la aldea se ubica uno de los principales nodos de la red del Sistema Interconectado Central (SIC), y colinda con el límite regional Bío-Bío-Ñuble, por lo que es reconocido por el peaje del mismo nombre, en la Ruta 146, en la Autopista Valles del Biobío. Administrativamente, pertenece a la comuna de Cabrero, desde el año 1979, conforme al Decreto Ley 2.868, dictado durante el Régimen Militar. Hasta ese año, perteneció a la comuna de Yumbel.
Se localiza a 15 kilómetros al este de Monte Águila, y del sureste de Cabrero, la capital comunal; y a 55,1 km al norte de la ciudad de Los Ángeles, capital de la Provincia de Biobío.

## Historia
En 1903, el gobierno autoriza al uruguayo Justino J. Beláustegui a construir un ambicioso proyecto de ferrocarril trasandino, que uniría importantes ciudades de las provincias de Bío-Bío y Ñuble con la ciudad de Zapala, Provincia del Neuquén, en Argentina. Para ello formó la empresa «Ferrocarril Transandino por Antuco» y se adoptó la trocha métrica, es decir, de un metro de ancho.
En diciembre de 1905 se completa el primer tramo, entre Monte Águila y Cholguán, parte del cual pasaba por la zona de Puentes Negros, lo que dio cabida a que la zona fuera ocupada paulatinamente por nuevos pobladores. Más tarde, por decreto N° 2.315 del Ministerio de Industrias y Obras Públicas del 15 de septiembre de 1906, se abrió al uso la vía hasta Huépil. Finalmente, por decreto N° 698 del Ministerio de Industrias y Obras Públicas del 15 de diciembre de 1911, se autoriza la explotación hasta el kilómetro 76, aún muy distante de la frontera. Sin embargo, la construcción de la vía no avanzó, por el contrario, se retrajo hasta el km 72,5 en la estación Polcura, y el sueño del trasandino nunca se retomó.
A pesar de este aparente fracaso, el ferrocarril significó un importante progreso en las comunicaciones, tanto así que en torno a sus estaciones se fundaron diversos pueblos homónimos, como Huépil, Polcura, entre otros. Su propiedad fue privada hasta el año 1943, cuando es expropiado por el estado. Durante décadas tuvo relevancia el transporte de maderas nativas, recurso que fue sobreexplotado hasta su desaparición en la década de 1980. También en esos años, aparecen buses rurales para el transporte de pasajeros, ofreciendo un viaje más barato que el tren. Dos de los propietarios más reconocidos de la zona fueron los hacendados Manuel Zañartu Zañartu, cuyas mayores posesiones de localizaban en el fundo Colicheu, y José del Carmen González Melo. 
A poca distancia de Puentes Negros, en Charrúa, se encuentra la subestación eléctrica S/E Charrúa de Transelec, una de las más importantes de la zona. La subestación Charrúa es uno de los principales nodos de la red del Sistema Interconectado Central (SIC), siendo el nexo entre el tronco principal de transmisión y las centrales hidroeléctricas de la laguna de La Laja y el alto Biobío, que poseen una potencia total de 2.340 MW (un 25% del total del SIC). La misma está asociada a Monte Águila por la Cooperativa Eléctrica Charrúa (Coelcha), abastecida por Endesa, a través de dicha subestación. Tuvo sus inicios en una sesión de la Municipalidad de Yumbel, el 19 de mayo de 1946. Luego las tres municipalidades del Departamento de Yumbel iniciaron un vasto plan de electrificación que permitió dotar con la energía necesaria a pueblos y fundos, dando un impulso decisivo al desarrollo de la zona.
Posteriormente, se iniciaría la construcción de la Autopista Valles del Biobío, autopista chilena de peaje que recorre la Ruta 146 de la Región del Biobío y la Ruta O-97-N de la Región de Ñuble, abarcando las comunas de Concepción, Florida, Yumbel, Cabrero y Yungay en la zona central de Chile. La construcción de la autopista se inició el lunes 24 de septiembre del 2012 bajo la concesión Sociedad Concesionaria Valles del Biobío S.A.. En junio de 2016 fueron habilitadas provisoriamente las nuevas calzadas, y a partir de agosto de ese año comenzó a realizarse el cobro de la tarifa de los peajes Huinanco y Puentes Negros.